# Туризм в Италии
Туризм в Италии — в 2019 году страна заняла 5-е место в мире по посещаемости с 65 миллионами иностранных гостей, согласно Итальянского Агентства по статистике (ISTAT), с числом, равным 220,7 миллионам иностранных присутствий и с 432,6 миллионами общих прибытий. 
По оценкам Банка Италии за 2018 год, туристический сектор напрямую генерирует более 5 % национального ВВП (13 % с учетом также косвенно создаваемого ВВП) и представляет более 6 % занятых.

## История туризма
После падения Римской Империи и последовавшего периода нашествий варваров предоставление крова для путников стало прерогативой монашеских орденов. Многие монастыри давали приют путешественникам и пилигримам, предлагая при этом услуги первой медицинской помощи. 
С течением времени гостеприимство начало оцениваться в денежном выражении. Появились первые придорожные траттории (трактиры — постоялые дворы), предлагающие ночевки за плату. Первым письменно засвидетельствованным актом оплаты за туристические услуги можно считать Книгу расходов германского епископа по имени Wolfger (Volchero di Erla, 1204 год), в которой подробно описаны расходы на проживание двух человек в размере 24 сольди в траттории плюс стоимость хлеба (9 сольди) и вина (8 сольди).
Первый в Италии путеводитель для пилигримов был выпущен в XII веке, манускрипт назывался Mirabilia Urbis Romae («Чудеса города Рима») и включал описание достопримечательностей, христианских и языческих памятников вперемешку с историями и легендами. Средневековый туризм имел исключительно религиозную основу и являлся отголоском путешествий поклонников в Палестину. Католическая церковь сделала все возможное для того, чтобы перенаправить массовые потоки пилигримов в святые места Италии. Одним из козырей, несомненно, стал город Ассизи — место рождения покровителя Италии святого Франциска Ассизского.
Нерелигиозный (в смысле мотивов и массовости) туризм в Италии зародился в эпоху Возрождения (Ренессанса), когда многие европейские аристократы стали отправляться или охотно отправляли своих отпрысков в центры Ренессанса (Флоренция, Рим), чтобы обучиться искусству архитектуры, живописи и литературы. В период с 1700 по 1800 годы среди аристократической молодежи Европы стали особо популярными поездки (вояж, voyage) в Южную Европу с целью углубления знаний по истории древнегреческой цивилизации, а также античного Рима. Италию посетили Гёте, Шатобриан, Стендаль, Шелли и сотни других известных европейских писателей. 
Рождается концепция культурного туризма, а затем — санитарного туризма (термы и лечение) и, наконец, делового туризма (сделки в необычных и привилегированных местах). Все эти движения путешественников не могли быть массовыми не только в силу элитарности. Европа ждала изобретения паровоза и двигателя внутреннего сгорания, равно как и медленного, но неуклонного развития транспортных артерий.
Пляжный вид туризма, связанный также с покупкой вилл и поместий, носил эксклюзивный характер. Италия по инерции рассчитывала больше на античные достопримечательности, историю, культуру и искусство в целях привлечения иностранных туристов. Однако, с середины 60-х годов XX в. наметился перелом. Первой ласточкой стало решение итальянского правительства об экономическом обновлении региона Сардиния. Туризм стал приоритетом, а 1962 год можно считать официальной датой рождения нового туристического направления Италии — пляжной Сардинии.
Примерно в это же время начали появляться первые, все ещё слабые, но настойчивые волны нового массового туризма. Владельцы гостиничных структур и новые инвесторы поняли, что количество решает все. В итоге, к XXI веку Италия располагает впечатляющим арсеналом туристической инфраструктуры.

## Направления
Культурный туризм, далее — оздоровительный туризм (термы и лечение) и, наконец, деловой туризм (сделки в необычных и привилегированных местах). 
Кроме культурного туризма, развит горный туризм, озёрный, агротуризм или эногастрономические маршруты (от греч. эно — вино, гастро — желудок), то есть маршруты с посещением виноделен, дегустацией вин (см. Виноделие в Италии) и местных блюд). 
Разнообразие местной кухни представлено регионами Абруццо, Калабрия и Кампания.
- Венеция / Лидо
- Изумрудный Берег
- Итальянская Ривьера
- Гран-Сассо
- Альпы

Туризм под условным названием «города искусств» является движущим мотивом[чего?]. 

### Пляжные курорты
Пляжный туризм в Италии не являлся специфической отраслью туристический индустрии до 60-х годов XX века. Островки международного пляжного туризма развивались преимущественно в сфере VIP-туризма: Амальфи, Капри, Версилия, Искья, Сан-Ремо и некоторые другие.
Протяженность береговой линии Италии — 7455 км. Если добавить острова, то картина пляжной Италии становится необъятной. Ни одно государство, находящееся в бассейне Средиземноморья, не может сравниться с таким разнообразием морского ландшафта, климата, моря, местных традиций и обычаев. За несколько десятилетий Италия открылась для массового пляжного туризма. Многие провинции и коммуны  ежегодно борются за право получить Голубой флаг — европейское признание качества и экологии моря.

### Горнолыжные курорты
Список зимних горнолыжных курортов Италии по регионам и городам:
- Валле-д’Аоста: Грессоне-Ла-Трините, Курмайор, Червиния, Ла-Тюиль, Аяс, Пила
- Пьемонт: Турин, Сестриере, Бардонеккья, Саузе-д’Ульс
- Ломбардия: Априка, Бормио, Ливиньо, Понте-ди-Леньо, Тонале, Мадезимо
- Трентино: Канацеи, Мадонна-ди-Кампильо, Пинцоло, Андало, Димаро, Кавалезе
- Альто-Адидже: Корвара-ин-Бадия, Ортизеи, Брунек, Доббьяко, Сан-Кандидо, Сельва-ди-Валь-Гардена, Санта-Кристина-Вальгардена
- Венето: Кортина-д’Ампеццо, Аллеге, Фалькаде, Ауронцо-Кадоре, Дзольдо-Альто
- Фриули-Венеция-Джулия: Авиано, Тарвизио, Форни-ди-Сопра
- Эмилия-Романья: Сестола, Лиццано-ин-Бельведере
- Тоскана: Абетоне
- Лацио: Риети (Терминилло)
- Абруццо: Роккаразо, Овиндоли
- Молизе: Сан-Массимо
- Сицилия: Этна (Николози, Лингуаглосса)

На январь 2022 года в Италии насчитывается 46 горнолыжных курортов.

### Юг Италии
Итальянский Юг — макрорегион страны, включающий островную Италию (Сицилия, Сардиния) и континентальные регионы Абруццо, Базиликата, Калабрия, Молизе, Кампания, Апулия. 

Берега итальянского Юга омываются водами трех морей:
- Адриатическое море (Абруццо, Молизе, Апулия)
- Ионическое море (Апулия, Базиликата, Калабрия, Сицилия, Сардиния)
- Тирренское море (Кампания, Базиликата, Калабрия, Сардиния и Сицилия)

Самые крупные города на Юге Италии: Бари, Палермо, Неаполь, Кальяри, Катания, Реджо-Калабрия и Мессина.
Преимуществом юга Италии можно считать богатую кухню, сравнительно невысокие цены и климат, способствующий долголетию.

## Достопримечательности
По состоянию на 2018 год итальянские культурные объекты (включая достопримечательности, парки, музеи, архивы и библиотеки) составляли 6610. 
Множество в древней «столице мира» — городе Рим:
- Колизей, одна из самых важных туристических достопримечательностей в мире, которую посетили 7,6 миллиона человек;
- Собор Святого Петра в Ватикане.
- римский Пантеон[4]

## Инфраструктура
В 2011 году, по данным Итальянского Агентства по статистике ISTAT, гостиничный фонд Италии включает более 145 358 единиц. Среди них 69 202 частных домов и вилл для аренды, 33 967 отелей, 20 437 гостиниц в формате Bed and breakfast (B&B), 15 217 домов и усадеб для агротуризма, 2570 кемпингов и туристических деревень.
На 2017 год, по данным ISTAT, насчитывалось 32 988 отелей, в которых находилось 2 239 446 спальных мест, 171 915 мест гостиниц с 2 798 352 кроватями.
Действующие средства размещения (на 2018 год): 218 327, всего 5 175 803 коек. 
Туристический поток на приморских курортах составляет 53 %; лучше всего оборудованы города: 
Гроссето для фермерских домов (217), 
Вьесте для кемпингов и туристических деревень (84) и 
Кортина д'Ампеццо для горных убежищ.

### Отели
7-звёздочныеВ 2018 году было открыто два 7-звёздочных отеля: «Town House Galleria» (Милан) и «l'Aman Canal Grande» (Венеция).
5-звёздочныеНа 2005 год в Италии было 232 5-звёздочных отеля. Отели, признанные лучшими по качеству и обслуживанию в стране, предлагают 43 150 мест, распределённых по 20 686 номерам, что подтверждает явное преобладание двухместных номеров в этом типе гостиничного бизнеса. Ванных комнат больше, чем спален, а именно 21 233.
4-звёздочныеКоличество таких отелей составляет 3700, с чуть более полумиллиона кроватей и 250 тыс. комнат.
3-звёздочныеТрёхзвёздочные отели являются самыми многочисленными — половина всех видов отелей. 940 000 кроватей распределены на 483 000 номеров.
2-звёздочныеОколо 5000 со 116 000 койко-местами.
1-звёздочныеЕсть всего 2000 однозвёздочных отелей со 157 тыс. койко-мест.

## Внутренний туризм
Из 20 миллионов итальянцев, которые взяли отпуск на август 2023 г., почти треть (более 29 %) выбрали зарубежное направление, 72 % из тех, кто остается внутри страны, как обычно, выбирают место на пляже (опрос Ассоциацией производителей Coldiretti).

## Статистика
В 2011 году страна заработала в сфере туризма около 30 млрд евро. 
В 2019 году основными странами иностранного происхождения по данным Итальянского Агентства по статистике (ISTAT) были:
| #  | Страна                          | Туристов   |
| -- | ------------------------------- | ---------- |
| 1  | Германия                        | 12.832.334 |
| 2  | США                             | 6.092.754  |
| 3  | Франция                         | 4.744.412  |
| 4  | Великобритания                  | 3.695.112  |
| 5  | Китай                           | 3.167.960  |
| 6  | Швейцария                       | 3.027.331  |
| 7  | Австрия                         | 2.648.203  |
| 8  | Испания                         | 2.243.621  |
| 9  | Нидерланды                      | 2.137.760  |
| 10 | Россия                          | 1.778.720  |
| 11 | Польша                          | 1.593.692  |
| 12 | Другие европейские страны       | 1.406.696  |
| 13 | Другие азиатские страны         | 1.282.925  |
| 14 | Бельгия                         | 1.258.901  |
| 15 | Япония                          | 1.133.118  |
| 16 | Бразилия                        | 1.116.846  |
| 17 | Австралия                       | 1.049.285  |
| 18 | Республика Корея                | 1.006.673  |
| 19 | Канада                          | 948.176    |
| 20 | Чехия                           | 900.502    |
| 21 | Румыния                         | 797.381    |
| 22 | Другие страны Латинской Америки | 719.212    |
| 23 | Швеция                          | 697.407    |
| 24 | Дания                           | 631.748    |
| 25 | Венгрия                         | 610.697    |
| 26 | Аргентина                       | 610.117    |
| 27 | Израиль                         | 605.415    |
| 28 | Индия                           | 593.319    |
| 29 | Другие страны Ближнего Востока  | 537.669    |
| 30 | Ирландия                        | 459.011    |
| 31 | Мексика                         | 413.514    |
| 32 | Португалия                      | 410.857    |
| 33 | Турция                          | 404.344    |
| 34 | Норвегия                        | 390.789    |
| 35 | Другие страны                   | 362.967    |
| 36 | Греция                          | 353.276    |
| 37 | Словения                        | 330.638    |
| 38 | Хорватия                        | 294.825    |
| 39 | Финляндия                       | 267.366    |
| 40 | Болгария                        | 242.836    |
| 41 | Словакия                        | 239.772    |
| 42 | Средиземноморская Африка        | 209.352    |
| 43 | Другие страны Африки            | 190.346    |
| 44 | Литва                           | 168.894    |
| 45 | Новая Зеландия                  | 140.019    |
| 46 | Мальта                          | 128.442    |
| 47 | ЮАР                             | 110.147    |
| 48 | Люксембург                      | 94.622     |
| 49 | Латвия                          | 93.279     |
| 50 | Египет                          | 83.236     |
| 51 | Эстония                         | 78.398     |
| 52 | Венесуэла                       | 48.017     |
| 53 | Исландия                        | 43.216     |
| 54 | Кипр                            | 34.296     |
|    | Всего прибытий                  | 65.010.220 |

### Туристическое присутствие по странам
В 2019 году основными странами иностранного происхождения по данным ISTAT были:
| #  | Деревня                   | Посещаемость |
| -- | ------------------------- | ------------ |
| 1  | Германия                  | 58.699.396   |
| 2  | США                       | 16.302.928   |
| 3  | Франция                   | 13.842.473   |
| 4  | Великобритания            | 13.674.263   |
| 5  | Швейцария                 | 10.806.529   |
| 6  | Нидерланды                | 10.320.382   |
| 7  | Австрия                   | 9.520.238    |
| 8  | Польша                    | 6.203.982    |
| 9  | Россия                    | 5.819.444    |
| 10 | Испания                   | 5.789.755    |
| 11 | Китай                     | 5.355.907    |
| 12 | Бельгия                   | 4.751.383    |
| 13 | Чехия                     | 4.127.567    |
| 14 | Дания                     | 3.058.530    |
| 15 | Австралия                 | 2.881.036    |
| 16 | Бразилия                  | 2.824.686    |
| 17 | Румыния                   | 2.765.252    |
| 18 | Канада                    | 2.665.209    |
| 19 | Япония                    | 2.544.362    |
| 20 | Швеция                    | 2.372.891    |
| 21 | Венгрия                   | 2.210.468    |
| 22 | Ирландия                  | 1.815.223    |
| 23 | Норвегия                  | 1.247.398    |
| 24 | Греция                    | 903.868      |
|    | Неевропейские страны      | 17.437.507   |
|    | Другие европейские страны | 5.311.276    |
|    | Общий                     | 220.662.684  |

### Городапо посещаемости в гостиничных номерах
| №  | Коммуна                   | Регион                | Провинция / Крупный город | Посещаемость |
| -- | ------------------------- | --------------------- | ------------------------- | ------------ |
| 1  | Рим                       | Лацио                 | Рим                       | 28 992 098   |
| 2  | Венеция                   | Венето                | Венеция                   | 12 118 298   |
| 3  | Милан                     | Ломбардия             | Милан                     | 12 058 835   |
| 4  | Флоренция                 | Тоскана               | Флоренция                 | 10 592 202   |
| 5  | Римини                    | Эмилия-Романья        | Римини                    | 7 460 300    |
| 6  | Каваллини-Трепорти        | Венето                | Венеция                   | 6 261 962    |
| 7  | Езоло                     | Венето                | Венеция                   | 5 553 074    |
| 8  | Сан-Микеле-аль-Тальяменто | Венето                | Венеция                   | 5 133 279    |
| 9  | Каорле                    | Венето                | Венеция                   | 4 290 230    |
| 10 | Турин                     | Пьемонт               | Турин                     | 3 800 003    |
| 11 | Неаполь                   | Кампания              | Неаполь                   | 3 684 905    |
| 12 | Риччоне                   | Эмилия-Романья        | Римини                    | 3 630 318    |
| 13 | Линьяно-Саббьядоро        | Фриули-Венеция-Джулия | Удине                     | 3 573 934    |
| 14 | Ладзизе                   | Венето                | Верона                    | 3 542 695    |
| 15 | Червия                    | Эмилия-Романья        | Равенна                   | 3 539 106    |
| 16 | Чезенатико                | Эмилия-Романья        | Форли-Чезена              | 3 429 222    |
| 17 | Болонья                   | Эмилия-Романья        | Болонья                   | 3 059 546    |
| 18 | Сорренто                  | Кампания              | Неаполь                   | 2 744 718    |
| 19 | Равенна                   | Эмилия-Романья        | Равенна                   | 2 744 504    |
| 20 | Верона                    | Венето                | Верона                    | 2 495 943    |
| 21 | Пескьера-дель-Гарда       | Венето                | Верона                    | 2 414 952    |
| 22 | Комаккьо                  | Эмилия-Романья        | Феррара                   | 2 333 311    |
| 23 | Беллария-Иджеа-Марина     | Эмилия-Романья        | Римини                    | 2 227 716    |
| 24 | Бардолино                 | Венето                | Верона                    | 2 082 535    |
| 25 | Абано-Терме               | Венето                | Падуя                     | 1 949 124    |
| 26 | Вьесте                    | Апулия                | Фоджа                     | 1 922 034    |
| 27 | Генуя                     | Лигурия               | Генуя                     | 1 907 159    |
| 28 | Пиза                      | Тоскана               | Пиза                      | 1 882 097    |
| 29 | Каттолика                 | Эмилия-Романья        | Римини                    | 1 868 684    |
| 30 | Монтекатини-Терме         | Тоскана               | Пистоя                    | 1 703 613    |
| 31 | Падуя                     | Венето                | Падуя                     | 1 650 362    |
| 32 | Кастельротто              | Трентино-Альто-Адидже | Больцано                  | 1 584 033    |
| 33 | Рива-дель-Гарда           | Трентино-Альто-Адидже | Тренто                    | 1 570 248    |
| 34 | Палермо                   | Сицилия               | Палермо                   | 1 454 795    |
| 35 | Градо                     | Фриули-Венеция-Джулия | Гориция                   | 1 398 260    |
| 36 | Кьоджа                    | Венето                | Венеция                   | 1 383 199    |
| 37 | Кастильоне-делла-Пеская   | Тоскана               | Гроссето                  | 1 360 861    |
| 38 | Форио                     | Кампания              | Неаполь                   | 1 327 686    |
| 39 | Сельва-ди-Валь-Гардена    | Трентино-Альто-Адидже | Больцано                  | 1 309 869    |
| 40 | Лимоне-суль-Гарда         | Ломбардия             | Брешиа                    | 1 292 513    |
| 41 | Искья                     | Кампания              | Неаполь                   | 1 278 909    |
| 42 | Сирмионе                  | Ломбардия             | Брешиа                    | 1 237 340    |
| 43 | Арцакена                  | Сардиния              | Сассари                   | 1 206 775    |
| 44 | Ливиньо                   | Ломбардия             | Сондрио                   | 1 183 014    |
| 45 | Бадиая                    | Трентино-Альто-Адидже | Больцано                  | 1 165 523    |
| 46 | Сан-Винценцо              | Тоскана               | Ливорно                   | 1 145 133    |
| 47 | Орбетелло                 | Тоскана               | Ливорно                   | 1 144 567    |
| 48 | Ассизи                    | Умбрия                | Перуджа                   | 1 141 961    |
| 49 | Альгеро                   | Сардиния              | Сассари                   | 1 128 419    |
| 50 | Биббона                   | Тоскана               | Ливорно                   | 1 124 535    |